# Frank Schlesinger
Frank Schlesinger, född den 11 maj 1871 i New York, död den 10 juli 1943 i Old Lyme, Connecticut, var en amerikansk astronom.
Schlesinger studerade astronomi i Columbia och Pittsburgh. Han var 1899–1903 anställd vid International Latititude Observatory i Ukiah, Kalifornien, 1903–1905 astronom vid Yerkes Observatory. År 1905 blev han direktör för Alleghany Observatory i Pittsburgh och var från 1920 direktör för Yale University Observatory i New Haven, Connecticut. 
Schlesinger publicerade talrika avhandlingar i vetenskapliga tidskrifter, bland annat i Astrophysical Journal, där han var medarbetare, och i Publications of the Alleghany Observatory, varav han utgav I–V (1910–1920), över reduktion av fotografiska plåtar, stjärnparallaxer (Photographic determinations of parallaxes of stars 1919 1923), variation av polhöjden samt spektroskopiske dubbelstjärnor.
Schlesinger utsände tillsammans med Ida Barney Catalogue of the Positions and Proper Motions of 8359 Stars (Trans. Yale Observatory IV, 1925), en fotografisk återobservation av Astronomische Gesellschafts katalog för zonen + 50°–+ 55°. Tillsammans med Hudson, Jenkins och Barney utsände Schlesinger Catalogue of 5833 Stars, –2° to +1° (Trans. Yale Observatory V), en fotografisk återobservation av Astronomische Gesellschafts motsvarande zon. 
I artikeln The Effect of a Star’s Color upon its Photographic Position (Astrophysical Journal XXXVI) påvisade Schlesinger utifrån erfarenheter inhämtade vid Albany-zonens fotografiska återobservation, att det vid de vita stjärnorna visar sig en större deklinationsskillnad, som avhänger av exponeringstiden, vilket har betydelse vid beräkning av egna rörelser och trigonometriska parallaxer. 
Schlesinger utsände vidare  en General Catalogue of Parallaxes (1924), som för 1870 stjärnor innehåller grov position, storlek, spektrum och trigonometrisk parallax. Schlesinger konstruerade även ett mätinstrument för fotografiska plåtar och en komparator för himmelsfotografier, som användes mycket på Harvardobservatoriet. År 1925 upprättade Schlesinger en filial till Yaleobservatoriet i Johannesburg, Sydafrika. Han tilldelades Valzpriset 1926, Royal Astronomical Societys guldmedalj 1927 och Bruce-medaljen 1929.